# Союз белорусских еврейских общественных объединений и общин
Союз белорусских еврейских общественных объединений и общин (СБЕООО, бел. Саюз беларускіх яўрэйскіх грамадскіх аб’яднанняў і абшчын) (до 29 сентября 1999 года — Белорусское объединение еврейских организаций и общин) — основанное в апреле 1991 года самое многочисленное и авторитетное белорусское общественное объединение, представляющее интересы евреев Республики Беларусь. В Союз входят различные общественные формирования: благотворительные фонды, ветеранские, женские, молодёжные организации, школы выходного дня, клубы еврейской культуры, любительские творческие коллективы. Союз зарегистрирован в Министерстве юстиции и включает в себя 45 общественных еврейских организаций (в том числе 7 республиканских) в 20 городах Белоруссии. Самые крупные из них находятся в Минске, Барановичах, Бобруйске, Бресте, Витебске, Гомеле, Гродно, Лиде, Могилеве, Мозыре, Пинске и Полоцке.
СБЕООО взаимодействует с государственными и общественными организациями Республики Беларусь, является членом Координационного Совета по правам национальных меньшинств при Кабинете Министров Республики, а также входит в состав Республиканского центра национальных культур.

## Цели и задачи СБЕООО
- возрождение и консолидация национальной и культурной общности евреев в Республике Беларусь;
- защита чести и национального достоинства членов общественных объединений, входящих в состав СБЕООО;
- благотворительная деятельность;
- координация усилий отдельных организаций и граждан в области содействия еврейскому образованию, членов общественных объединений, входящих в состав СБЕОО и членов их семей, изучения национальных, духовных и культурных ценностей;
- представление интересов еврейских общественных организаций, входящих в СБЕООО, в органах государственной власти и управления;
- установление прямых связей с общественными организациями Государства Израиль и других стран;
- взаимодействие с еврейскими организациями других стран по вопросам культурного и научного обмена, изучению национальных традиций и т. д.;
- содействие созданию новых еврейских общественных организаций в Республике Беларусь.

## Направления работы СБЕООО
- социальная защита;
- образовательные (просветительские) программы;
- научно-исследовательская деятельность;
- культурные программы;
- сохранение памяти о Холокосте;
- информационно-издательская деятельность;
- международное сотрудничество;
- мониторинг антисемитизма.

## Международные связи
С Союзом белорусских еврейских общественных объединений и общин участвуют в совместных проектах следующие международные организации:
- Всемирный еврейский конгресс;
- Европейский еврейский конгресс;
- Американский еврейский конгресс;
- Английская община;
- Еврейский конгресс женщин;
- Швейцарский комитет советских евреев;
- Объединение выходцев из Беларуси в Израиле;
- Объединение выходцев из России в США;
- Клеймс Конференс;
- Фонд Лаудера.

## Руководство Союза
1991—2014 годы — председатель (до 2003 президент) Левин Леонид Менделевич, постоянный член Совета национальностей при Совете Министров Республики Беларусь; заместители (до 2003 вице-президенты) Гальперин Александр Михайлович (в 1990-х годах), Басин Яков Зиновьевич (до 2010 года), Данциг Май Вольфович и другие. В начале 2000-х годов насчитывалось около десятка вице-президентов.
2014—2017 годы — председатель Герстен Борис Изидорович, заместители Левина Галина Леонидовна и Черницкий Владимир Леонидович;
2017—2021 годы — председатель Черницкий Владимир Леонидович, заместители	Френкель Владимир Семёнович, Герстен Борис Изидорович и Акопян Вадим Николаевич;
2021 год — по настоящее время — председатель Рогатников Олег Львович, заместители Кулевнич Елена Исаковна и Левин Григорий Михайлович.